# Estádio Olímpico
Estádio Olímpico é uma denominação comum a diversos estádios desportivos no mundo; a maioria deles foi construída especialmente para os Jogos Olímpicos (seja de Verão ou Inverno) ou, pelo menos, para reforçar candidaturas aos Jogos. Em outros casos, muitos estádios são olímpicos somente no nome, isto é, possuem instalações para abrigarem possivelmente Jogos Olímpicos, mas jamais sediaram uma Olimpíada. É o caso, por exemplo, do Estádio Olímpico de La Cartuja em Sevilha, Espanha, que adoptou a designação com vista à candidatura aos Jogos Olímpicos de 2004.
Na verdade, estádio olímpico é uma designação que pode ser usada para qualquer estádio que possua as pistas de atletismo em seu interior, referenciando, assim, à origem das olimpíadas, na qual havia uma única modalidade esportiva praticada, a corrida. Sendo assim, estádios olímpicos se distinguem dos demais estádios, não por terem sediado Jogos Olímpicos, mas por sua característica olímpica. Em sua maioria, os estádios olímpicos tem maior capacidade que os demais, pois possuem uma área central expandida por causa das pistas de atletismo, aumentando também a área das arquibancadas e camarotes. Outro ponto que o distingue dos demais é sua forma, geralmente ovalada reta ou abaulada, contrapondo às formas quadradas e redondas dos estádios comuns.

## Sedes olímpicas

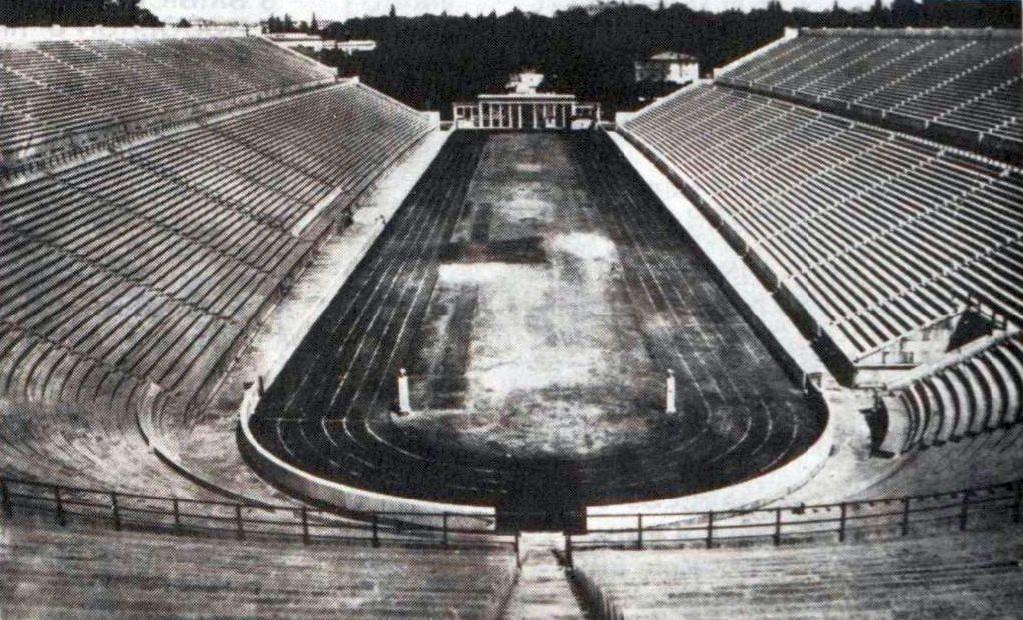
O Estádio Panathinaiko, em Atenas, foi a principal sede dos Jogos Olímpicos de Verão de 1896, a primeira edição dos Jogos Olímpicos da era moderna.

### Jogos de Verão[3]
| Jogos | Estádio                                                                                         | Cidade           | País            |
| ----- | ----------------------------------------------------------------------------------------------- | ---------------- | --------------- |
| 1896  | Estádio Panathinaiko                                                                            | Atenas           | Grécia          |
| 1900  | Vélodrome de Vincennes                                                                          | Paris            | França          |
| 1904  | Estádio Francis Field                                                                           | Saint Louis      | Estados Unidos  |
| 1908  | Estádio Olímpico de White City                                                                  | Londres          | Reino Unido     |
| 1912  | Estádio Olímpico de Estocolmo                                                                   | Estocolmo        | Suécia          |
| 1920  | Estádio Olímpico de Antuérpia                                                                   | Antuérpia        | Bélgica         |
| 1924  | Estádio Olímpico Yves-du-Manoir                                                                 | Paris            | França          |
| 1928  | Estádio Olímpico de Amsterdã                                                                    | Amsterdã         | Países Baixos   |
| 1932  | Memorial Coliseum                                                                               | Los Angeles      | Estados Unidos  |
| 1936  | Estádio Olímpico de Berlim                                                                      | Berlin           | Alemanha        |
| 1948  | Estádio de Wembley                                                                              | Londres          | Reino Unido     |
| 1952  | Estádio Olímpico de Helsinque                                                                   | Helsinque        | Finlândia       |
| 1956  | Melbourne Cricket Ground                                                                        | Melbourne        | Austrália       |
| 1960  | Stadio Olimpico                                                                                 | Roma             | Itália          |
| 1964  | Estádio Olímpico de Tóquio                                                                      | Tóquio           | Japão           |
| 1968  | Estádio Olímpico Universitário                                                                  | Cidade do México | México          |
| 1972  | Estádio Olímpico de Munique                                                                     | Munique          | Alemanha        |
| 1976  | Estádio Olímpico de Montreal                                                                    | Montreal         | Canadá          |
| 1980  | Estádio Lujniki                                                                                 | Moscou           | União Soviética |
| 1984  | Memorial Coliseum                                                                               | Los Angeles      | Estados Unidos  |
| 1988  | Estádio Olímpico de Seul                                                                        | Seul             | Coreia do Sul   |
| 1992  | Estadi Olímpic Lluís Companys                                                                   | Barcelona        | Espanha         |
| 1996  | Centennial Olympic Stadium                                                                      | Atlanta          | Estados Unidos  |
| 2000  | Stadium Australia                                                                               | Sydney           | Austrália       |
| 2004  | Estádio Olímpico de Atenas                                                                      | Atenas           | Grécia          |
| 2008  | Estádio Nacional de Pequim                                                                      | Pequim           | China           |
| 2012  | Estádio Olímpico de Londres                                                                     | Londres          | Reino Unido     |
| 2016  | Estádio do Maracanã (cerimônias e futebol) Estádio Olímpico Nilton Santos (atletismo e futebol) | Rio de Janeiro   | Brasil          |
| 2020  | Estádio Nacional de Japão                                                                       | Tóquio           | Japão           |
| 2024  | Stade de France                                                                                 | Paris            | França          |
| 2028  | Memorial Coliseum (atletismo e cerimônias) SoFi Stadium (natação e cerimônia de abertura)       | Los Angeles      | Estados Unidos  |
| 2032  | Estádio Olímpico de Brisbane                                                                    | Brisbane         | Austrália       |

### Jogos de Inverno[6]
| Jogos | Estádio                                                                    | Cidade                    | País           |
| ----- | -------------------------------------------------------------------------- | ------------------------- | -------------- |
| 1924  | Stade Olympique de Chamonix                                                | Chamonix                  | França         |
| 1928  | St. Moritz Olympic Ice Rink                                                | Saint Moritz              | Suíça          |
| 1932  | Lake Placid Speedskating Oval                                              | Lake Placid               | Estados Unidos |
| 1936  | Große Olympiaschanze                                                       | Garmisch-Partenkirchen    | Alemanha       |
| 1948  | St. Moritz Olympic Ice Rink                                                | Saint Moritz              | Suíça          |
| 1952  | Bislett                                                                    | Oslo                      | Noruega        |
| 1956  | Stadio Olimpico del Ghiaccio                                               | Cortina d'Ampezzo         | Itália         |
| 1960  | Blyth Arena                                                                | Squaw Valley, California  | Estados Unidos |
| 1964  | Bergiselschanze (abertura) Olympia Eisstadion (encerramento)               | Innsbruck                 | Áustria        |
| 1968  | Stade Lesdiguières(abertura) Palais des Sports (encerramento)              | Grenoble                  | França         |
| 1972  | Makomanai Open Stadium (abertura) Makomanai Indoor Stadium (encerramento)  | Sapporo                   | Japão          |
| 1976  | Bergiselschanze (abertura) Olympia Eisstadion (encerramento)               | Innsbruck                 | Áustria        |
| 1980  | Lake Placid Equestrian Stadium (abertura) Herb Brooks Arena (encerramento) | Lake Placid               | Estados Unidos |
| 1984  | Asim Ferhatović Hase Stadium (abertura) Zetra Arena (encerramento)         | Sarajevo                  | Iugoslávia     |
| 1988  | McMahon Stadium                                                            | Calgary                   | Canadá         |
| 1992  | Théâtre des Cérémonies                                                     | Albertville               | França         |
| 1994  | Lysgårdsbakken                                                             | Lillehammer               | Noruega        |
| 1998  | Estádio Olímpico de Nagano                                                 | Nagano                    | Japão          |
| 2002  | Rice Eccles Stadium                                                        | Salt Lake City            | Estados Unidos |
| 2006  | Estádio Olímpico de Turim                                                  | Turim                     | Itália         |
| 2010  | BC Place                                                                   | Vancouver                 | Canadá         |
| 2014  | Estádio Olímpico de Fisht                                                  | Sóchi                     | Rússia         |
| 2018  | Estádio Olímpico de PyeongChang                                            | Pyeongchang               | Coreia do Sul  |
| 2022  | Estádio Nacional de Pequim                                                 | Pequim                    | China          |
| 2026  | Estádio Giuseppe Meazza (abertura) Arena de Verona (encerramento)          | Milão / Cortina d'Ampezzo | Itália         |
| 2030  | Promenade des Anglais (encerramento)                                       | Alpes Marítimos           | França         |
| 2034  | Rice Eccles Stadium                                                        | Salt Lake City            | Estados Unidos |

## Olimpíadas da Juventude
Nos Jogos Olímpicos da Juventude, há um estádio principal equivalente ao Estádio Olímpico das Olimpíadas seniores. Nas edições já realizadas, os estádios/locais não foram construídos propositadamente para o evento, como sugere o conceito dos Jogos Olímpicos da Juventude.

### Jogos de Verão

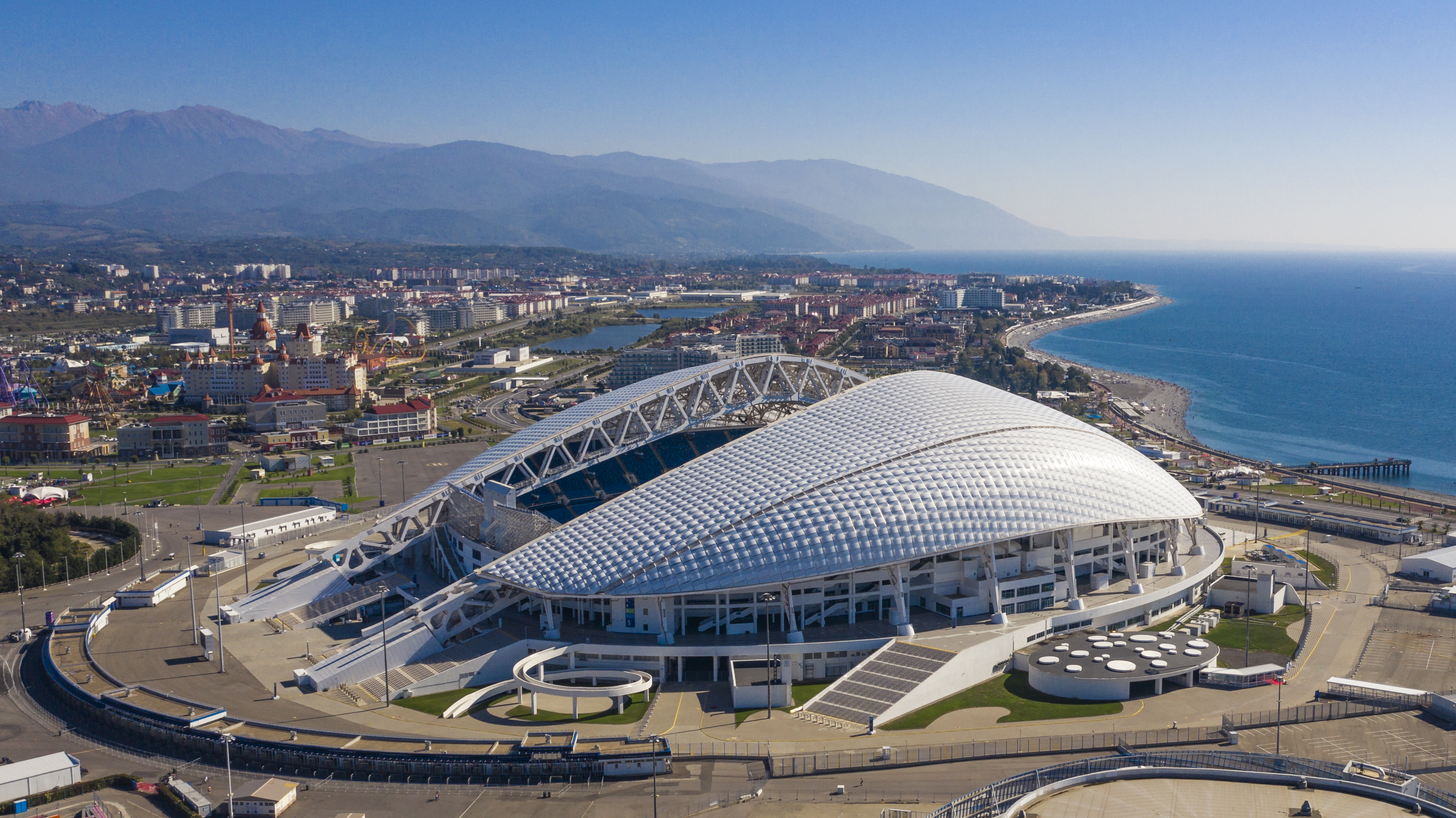
O Estádio Olímpico de Fisht, em Sóchi, foi construído para os Jogos Olímpicos de Inverno de 2014 e posteriormente sediou partidas da Copa do Mundo FIFA de 2018.

| Jogos | Estádio                                                                         | Cidade       | País      |
| ----- | ------------------------------------------------------------------------------- | ------------ | --------- |
| 2010  | Plataforma Flutuante Marina Bay                                                 | Singapura    | Singapura |
| 2014  | Estádio do Centro Olímpico de Desportos de Nanquim                              | Nanquim      | China     |
| 2018  | Obelisco de Buenos Aires (abertura) Aldeia Olímpica da Juventude (encerramento) | Buenos Aires | Argentina |
| 2026  | Estádio Olímpico de Diamniadio                                                  | Dacar        | Senegal   |

### Jogos de Inverno
| Jogos | Estádio                                                         | Cidade              | País          |
| ----- | --------------------------------------------------------------- | ------------------- | ------------- |
| 2012  | Bergiselschanze                                                 | Innsbruck           | Áustria       |
| 2016  | Lysgårdsbakken                                                  | Lillehammer         | Noruega       |
| 2020  | Vaudoise Aréna                                                  | Lausanne            | Suíça         |
| 2024  | Yongpyong Dome / Gangneung Oval                                 | Gangwon             | Coreia do Sul |
| 2028  | Pista de Stelvio / Centro de Cross-Country e Biatlo Fabio Canal | Dolomiti Valtellina | Itália        |

## Estádios olímpicos apenas no nome

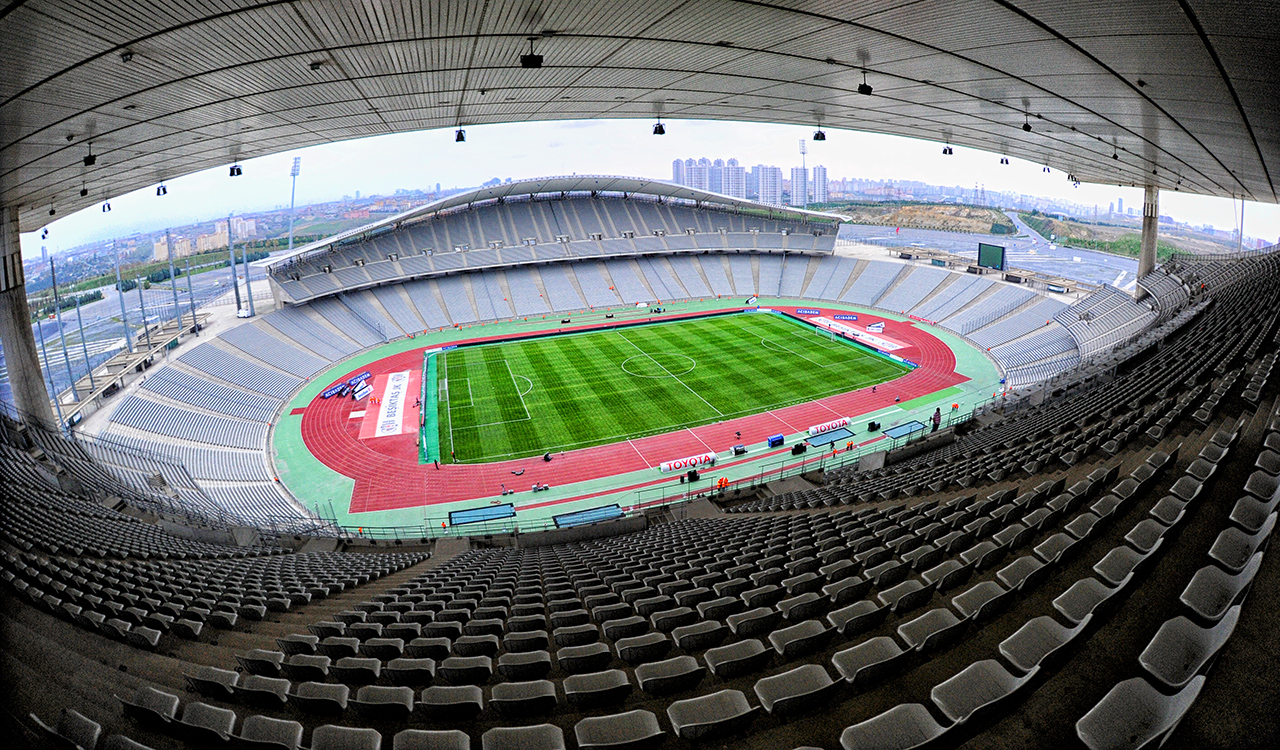
O Estádio Olímpico Atatürk foi construído para reforçar a candidatura de Istambul a sede dos Jogos Olímpicos de Verão de 2008.

- Estádio Olímpico Atatürk (Istambul, Turquia)
- Estádio Olímpico de Baku (Baku, Azerbaijão)
- Estádio Olímpico de La Cartuja (Sevilla, Espanha)
- Estádio Olímpico de Guangdong (Guangzhou, China)
- Estádio Olímpico de Kiev (Kiev, Ucrânia)
- Estádio Olímpico do Pará - Mangueirão (Belém do Pará, Brasil)
- Estádio Olímpico Monumental (Porto Alegre, Brasil)
- Estádio Olímpico Pedro Ludovico Teixeira (Goiânia, Brasil)
- Estádio Olímpico Regional Arnaldo Busatto (Cascavel, Brasil)
- Estádio Mario Alberto Kempes - Olímpico Chateau Carreras (Córdoba, Argentina)
- Estádio Olímpico Pascual Guerrero (Cáli, Colômbia)
- Estádio Olímpico Atahualpa (Quito, Equador)
- Estádio Olímpico de la UCV (Caracas, Venezuela)